# 스가노 다쿠마
스가노 다쿠마(일본어: 菅野 拓真, 1980년 4월 5일 ~ )는 일본의 전 축구 선수이다.

## 구단 경력
과거 제프 유나이티드 이치하라, 방포레 고후, 쇼난 벨마레에서 활동하였다.